# San Benedetto da Norcia tra i santi Girolamo e Ludovico di Tolosa
San Benedetto da Norcia in cattedra fra san Gerolamo e san Lodovico da Tolosa è un dipinto olio su tela opera di Andrea Previtali del 1524 conservato nella cappella intitolata al santo nursino del Duomo di Bergamo, prima cappella a destra..

## Storia
La presenza di un altare dedicato a san Benedetto da Norcia ha una storia precedente la chiesa di Sant'Alessandro, fu infatti un dovere imposto dal papa Benedetto XII nel 1341 conseguente alle vicissitudini cittadine. Nel 1329 Bergamo era governata dai Visconti, Matteo e Galeazzo. Questi dichiararono la città favorevole all'Antipapa Niccolò V eletto con l'appoggio di Ludovico il Bavaro con la conseguente interdizione della città da parte del legittimo papa Giovanni XXII. Per tre volte una delegazione cittadina si recò ad Avignone, sede papale, rappresentata da Guidotto del Calice incaricato da Alberico da Rosciate, e frate Venturino per chiedere il perdono e il proscioglimento dalla censura. Il 17 giugno 1341 il papa emanava una bolla di assoluzione ma impose alcune clausole, tra queste l'edificazione di una edicola intitolato al santo norcino, e l'obbligo di ingrandire la presente chiesa dedicata a san Vincenzo L'anno successivo nella chiesa era presente una cappella dedicata al santo.
Con la riedificazione del nuovo duomo nel XVI secolo la cappella venne distrutta ma, onde rispettare l'imposizione, venne edificato l'altare e l'8 giugno 1523 venne commissionata la pala dedicata al santo ad Andrea Previtali dal podestà Girolamo Barbarigo, uno dei lavori di maggior prestigio commissionati all'artista, intitolata a san Benedetto da Norcia.
La pala venne stimata da Lorenzo Lotto e da Antonio Boselli che fissarono il valore in 92 scudi d'oro. Il pittore veneziano avrebbe dovuto pitturare la cappella, lavoro eseguito da Giovan Battista Guarinoni d'Averara.
Il dipinto fu realizzato su tavola ma risultando notevolmente rovinato venne riportato su tela nel 1856 per essere nuovamente foderato nel 1855. Nel 2016 la tela e la predella subirono un ulteriore restauro a opera della restauratrice Delfina Fagnani.

## Descrizione
Il dipinto fu realizzato dal Previtali su tavola per essere poi riportato su tela.
Il dipinto ha una connotazione politica che il Previtali ben rappresenta. San Benedetto da Norcia seduto in cattedra, è posizionato nella parte centralmente del quadro ed indossa gli abiti pontificali collegandolo così al papa Benedetto XII. Sui gradini del trono, coperto da un drappo rosso, vi è la firma dell'artista: “Andreas.previtalus.p./M.D.XXIII”». Il trono ligneo termina con tre angioletti posti sulla sommità.
Alla sua destra San Girolamo padre e dottore della chiesa vestito con il saio (nella visita pastorale di Luigi Ruzzini venne indicato come san Girolamo, anche se identificato anche come san Bonaventura da Bagnoregio), in onore dell'omonimo committente la pala, e sul lato sinistro il vescovo san Ludovico di Tolosa. Nella lunetta vi è dipinta la crocifissione con Maria e san Giovanni Battista.
La tela presenta un Previtali maturo, l'intensità e la vivacità dei colori ci indicano il formarsi dell'artista a Bergamo con lo studio delle opere del Lotto con il quale collaborò per la realizzazione delle Tarsie del coro di santa Maria Maggiore. 
Il quadro è una rappresentazione politica degli eventi, i tre riquadri della predella raccontano gli episodi che caratterizzarono il viaggio della delegazione bergamasca dal papa per ottenere il perdono. Un drappo verde divide la scena con i personaggi posti nella parte davanti e sul retro il modellino di una chiesa stile veneziano tardogotico, è sicuramente un omaggio che l'artista fa al podestà veneziano Girolamo Barbarigo, committente dell'opera. Sullo sfondo, sull'abside della piccola chiesa, vi è raffigurata la passione con Cristo sulla croce a ai suoi piedi la Vergine con Maria Maddalena.
Ai lati della tela le due grandi sculture dei santi apostoli Simone e Filippo vennero realizzate nel 1876 da Luigi Pagani.
Le quattro tele collocate nel transetto e commissionate dal canonico Pietro Negroni sono opere di Francesco Polazzo il Transito di san Giuseppe, e la Morte di san Francesco Saverio, di Giambettino Cignaroli Santi Fermo e Rustico visitati in carcere da san Procolo e di Sebastiano Ricci Santi Fermo, Rustico e Procolo.
La composizione piramidea e simmetrica della tela ci presentano un Previtali che, seppur molto vicino al Lotto, mantenne sempre la tipica caratteristica della pittura del Quattrocento veneziano